# Frode Johnsen
Frode Johnsen (Skien, 17 de março de 1974) é um futebolista norueguês que atua como meia e atacante. Atualmente, joga pelo Shimizu S-Pulse.

## Títulos
Rosenborg
- Campeonato Norueguês: 2000, 2001, 2002, 2003, 2004 e  2006
- Copa da Noruega: 2003